# Георг Ернст фон Лимбург-Щирум
Георг Ернст фон Лимбург-Щирум (на немски: Georg Ernst von Limburg-Styrum) от фамилията на графовете на Лимбург е граф на Лимбург-Щирум, граф на Бронкхорст, господар на Виш, Лихтенвоорде и Вилденбург (в Бронкхорст).

## Биография
Роден е на 29 август 1593 година в Браке (днес в Лемго). Той е син на граф Йобст фон Лимбург-Щирум (1560 – 1621) и съпругата му графиня Мария фон Холщайн-Шаумбург и Пинеберг (1559 – 1616), дъщеря на Ото IV фон Холщайн-Шаумбург. По-големият му брат е Херман Ото (1592 – 1644).
Георг Ернст е капитан (през 1625), майор (през 1641) във войската на Република на Седемте Обединени Провинции на Нидерландия.
Умира на 1 септември 1661 година в Терборг, Гелдерланд, на 68-годишна възраст.

## Фамилия
Първи брак: на 24 май 1631 г. в Щайнфурт с графиня Магдалена фон Бентхайм (* 6 май 1591, Щайнфурт; † 17 февруари 1649, Терборг), дъщеря на граф Арнолд IV фон Бентхайм-Текленбург и графиня Магдалена фон Нойенар-Алпен. С нея той има дъщеря:
- Мария Елизабет (ок. 1631 – 1707), омъжена на 19 април 1646 г. в Терборг за граф Хайнрих фон Насау-Зиген (1611 – 1652).

Втори брак: на 13 януари 1656 г. в Терборг с графиня София Маргарета фон Насау-Зиген (* 16 април 1610, Зиген; † 28 май 1665, Терборг), дъщеря на граф Йохан VII фон Насау-Зиген и принцеса Марагрета фон Шлезвиг-Холщайн-Зондербург-Пльон. Бракът е бездетен.